# Liste der Biografien/Dy
Liste der Biografien |
Portal Biografien |
Personensuche
# |
A |
B |
C |
D |
E |
F |
G |
H |
I |
J |
K |
L |
M |
N |
O |
P |
Q |
R |
S |
T |
U |
V |
W |
X |
Y |
Z |
?
 
Da |
Db |
Dc |
Dd |
De |
Dg |
Dh |
Di |
Dj |
Dk |
Dl |
Dm |
Dn |
Do |
Dq |
Dr |
Ds |
Du |
Dv |
Dw |
Dy |
Dz
Die Liste der Biografien führt alle Personen auf, die in der deutschsprachigen Wikipedia einen Artikel haben. Dieses ist eine Teilliste mit 381 Einträgen von Personen, deren Namen mit den Buchstaben „Dy“ beginnt.

## Dy

### Dya
- Dyab, Aziz (* 1995), deutsch-syrischer Schauspieler
- Dyal, Kenneth W. (1910–1978), US-amerikanischer Politiker
- Dyall, Valentine (1908–1985), britischer Schauspieler
- Dyani, Johnny (1947–1986), südafrikanischer Jazzmusiker
- Dyani, Thomas (* 1964), dänisch-nigerianischer Perkussionist und Sänger
- Dyar, Amanda (* 1982), US-amerikanische Schauspielerin, Mental-Health Ratgeber, Comiczeichnerin, Autorin, Regisseurin und Scream Queen
- Dyas, Guy Hendrix (* 1968), britischer Szenenbildner

### Dyb
- Dyba, Johannes (1929–2000), deutscher Geistlicher und Diplomat, römisch-katholischer Erzbischof
- Dyba, Kenneth (* 1945), kanadischer Schriftsteller und Theaterleiter
- Dybal, Bruno (* 1994), brasilianischer Fußballspieler
- Dybał, Jurek (* 1977), polnischer Dirigent und Kontrabassist
- Dybala, Paulo (* 1993), argentinischer FußballspielerPaulo Dybala (* 1993)

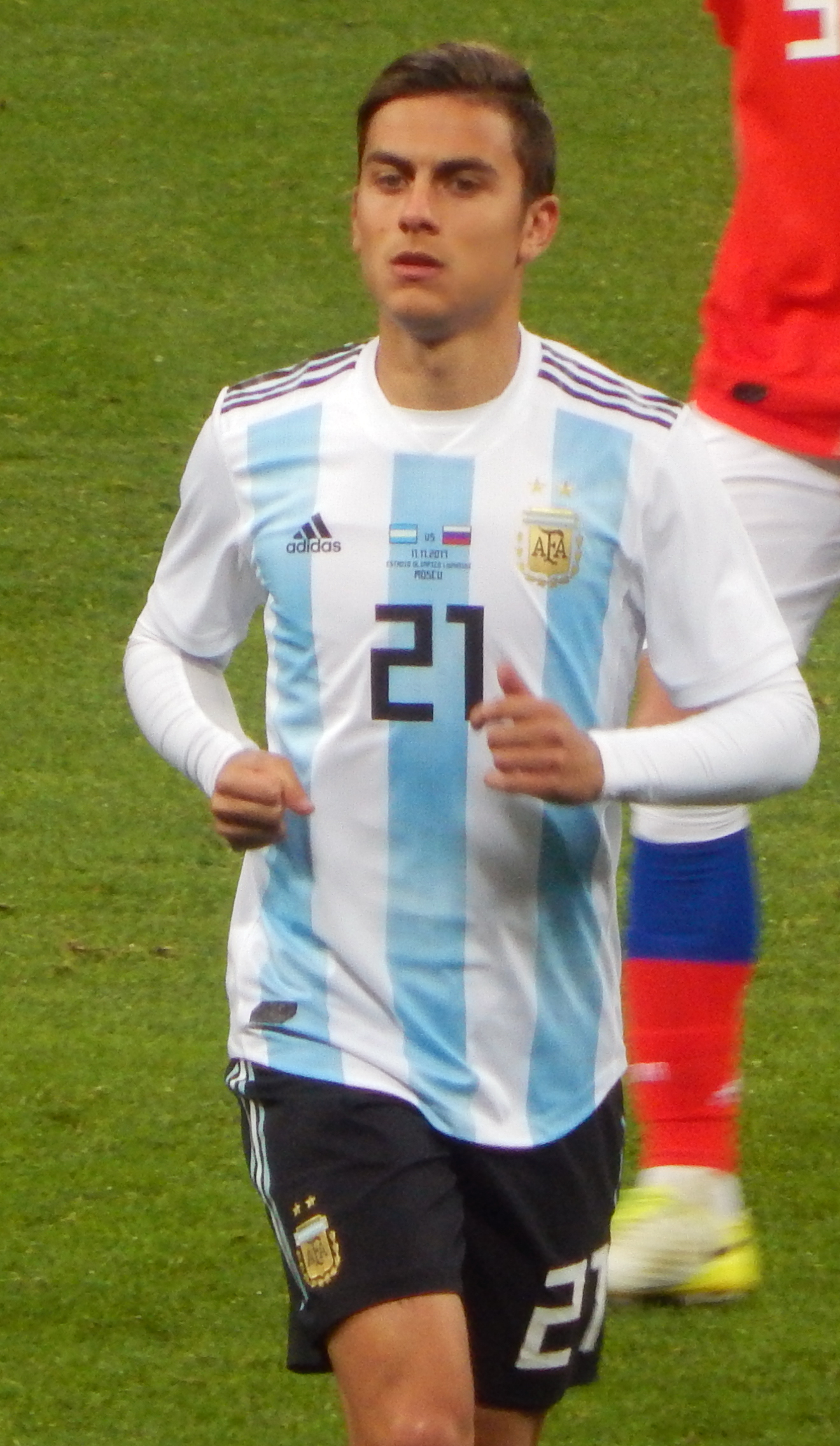
Paulo Dybala (* 1993)

- Dyball, Benjamin (* 1989), australischer Straßenradrennfahrer
- Dybdahl, Thomas (* 1979), norwegischer Musiker
- Dybdahl, Vagn (1922–2001), dänischer Historiker
- Dybdal, Lone (* 1955), dänische Marathonläuferin
- Dybeck Happe, Carolina (* 1972), schwedische Managerin
- Dybeck, Richard (1811–1877), schwedischer Altertumsforscher und Dichter der schwedischen Nationalhymne
- Dybek, Arnold (* 1975), deutscher Fußballspieler
- Dybel, Wojciech (* 1982), polnischer Radrennfahrer
- Dybendahl, Trude (* 1966), norwegische Skilangläuferin
- Dybenko, Heorhij (* 1928), sowjetisch-ukrainischer Hammerwerfer
- Dybenko, Pawel Jefimowitsch (1889–1938), russischer Revolutionär und sowjetischer MarineoffizierPawel Jefimowitsch Dybenko (1889–1938)

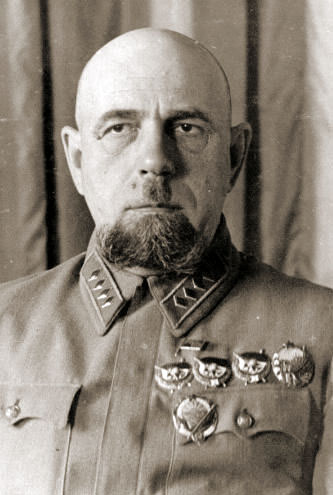
Pawel Jefimowitsch Dybenko (1889–1938)

- Dyberg, Mia (* 1986), dänische Jazz- und Improvisationsmusikerin (Altsaxophon, Komposition)
- Dybfest, Arne (1869–1892), norwegischer Schriftsteller
- Dybiona, Patrick (* 1963), niederländischer Schwimmer
- Dybkjær, Lone (1940–2020), dänische Politikerin (Det Radikale Venstre, RV), Mitglied des Folketing, MdEP
- Dyble, Judy (1949–2020), britische Folk-Rock-Sängerin
- Dyblenko, Jaroslaw Anatoljewitsch (* 1993), russischer Eishockeyspieler
- Dyblie, Alf, norwegischer Skispringer
- Dybo, Anna Wladimirowna (* 1959), sowjetische bzw. russische Linguistin, Komparatistin und Hochschullehrerin
- Dybowski, Benedykt (1833–1930), polnischer Naturforscher und Arzt
- Dybowski, Jean (1856–1928), französischer Botaniker und Agronom
- Dybowski, Michael (* 1941), deutscher Polizeibeamter, Polizeipräsident in Essen und Düsseldorf
- Dybsky, Evgeni (* 1955), rumänischer Künstler
- Dybus, Günter, deutscher Sprecher
- Dybvad, Kaare (* 1984), dänischer PolitikerKaare Dybvad (* 1984)

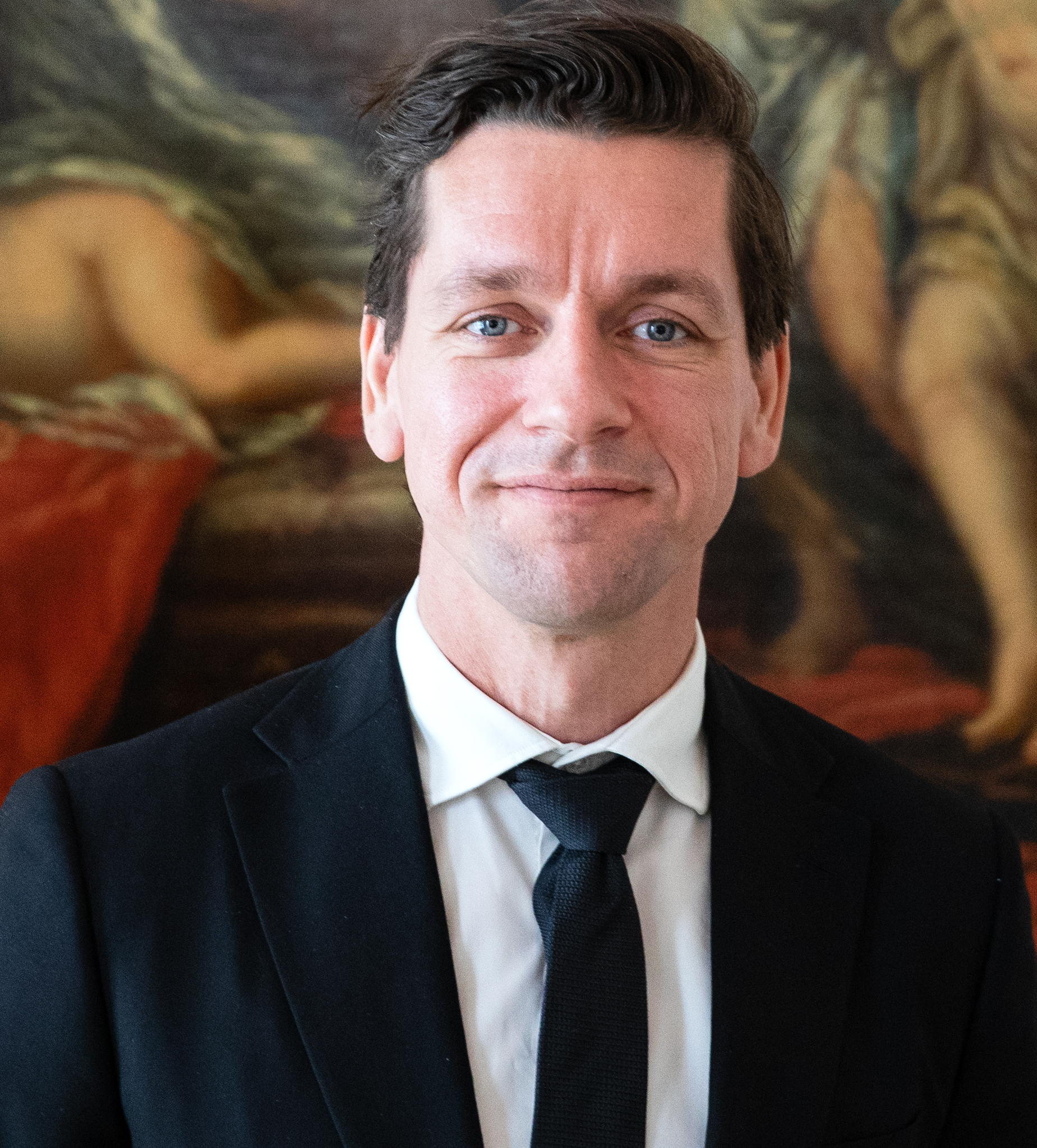
Kaare Dybvad (* 1984)

- Dybvig, Evan (* 1975), US-amerikanischer Freestyle-Skier
- Dybvig, Philip (* 1955), US-amerikanischer Wirtschaftswissenschaftler und Hochschullehrer
- Dybwad Brandrud, Marius (* 1976), schwedischer Kameramann, Filmeditor und Filmregisseur
- Dybwad, Johanne (1867–1950), norwegische Schauspielerin und Regisseurin
- Dybwad, Johanne (1918–2011), norwegische Skirennläuferin
- Dybwad, Peter (1859–1921), norwegisch-deutscher Architekt
- Dybwad, Vilhelm (1863–1950), norwegischer Jurist und Schriftsteller
- Dyby, Knud (1915–2011), dänischer Widerstandskämpfer

### Dyc
- Dyce, Byron (* 1948), jamaikanischer Mittelstreckenläufer
- Dyce, Graeme (* 1989), britischer Tennisspieler
- Dyce, Robert (1798–1869), schottischer Chirurg, Arzt für Geburtshilfe und Regius Professor an der University of Aberdeen
- Dyce, William (1806–1864), schottischer Maler
- Dycha, Paweł (* 1997), polnischer E-Sportler
- Dychauk, Isolda (* 1993), deutsche Schauspielerin
- Dyche, Lewis Lindsay (1857–1915), US-amerikanischer Taxidermist, Naturforscher
- Dyche, Sean (* 1971), englischer Fußballspieler und -trainer
- Dychowitschnaja, Nina Abramowna (1914–2006), sowjetisch-russische Bauingenieurin
- Dychtjar, Serhij (* 1975), ukrainischer Fußballspieler
- Dyck, Anni (* 1931), deutsche mennonitische Missionarin und Schriftstellerin
- Dyck, Anthonis van (1599–1641), flämischer MalerAnthonis van Dyck (1599–1641)

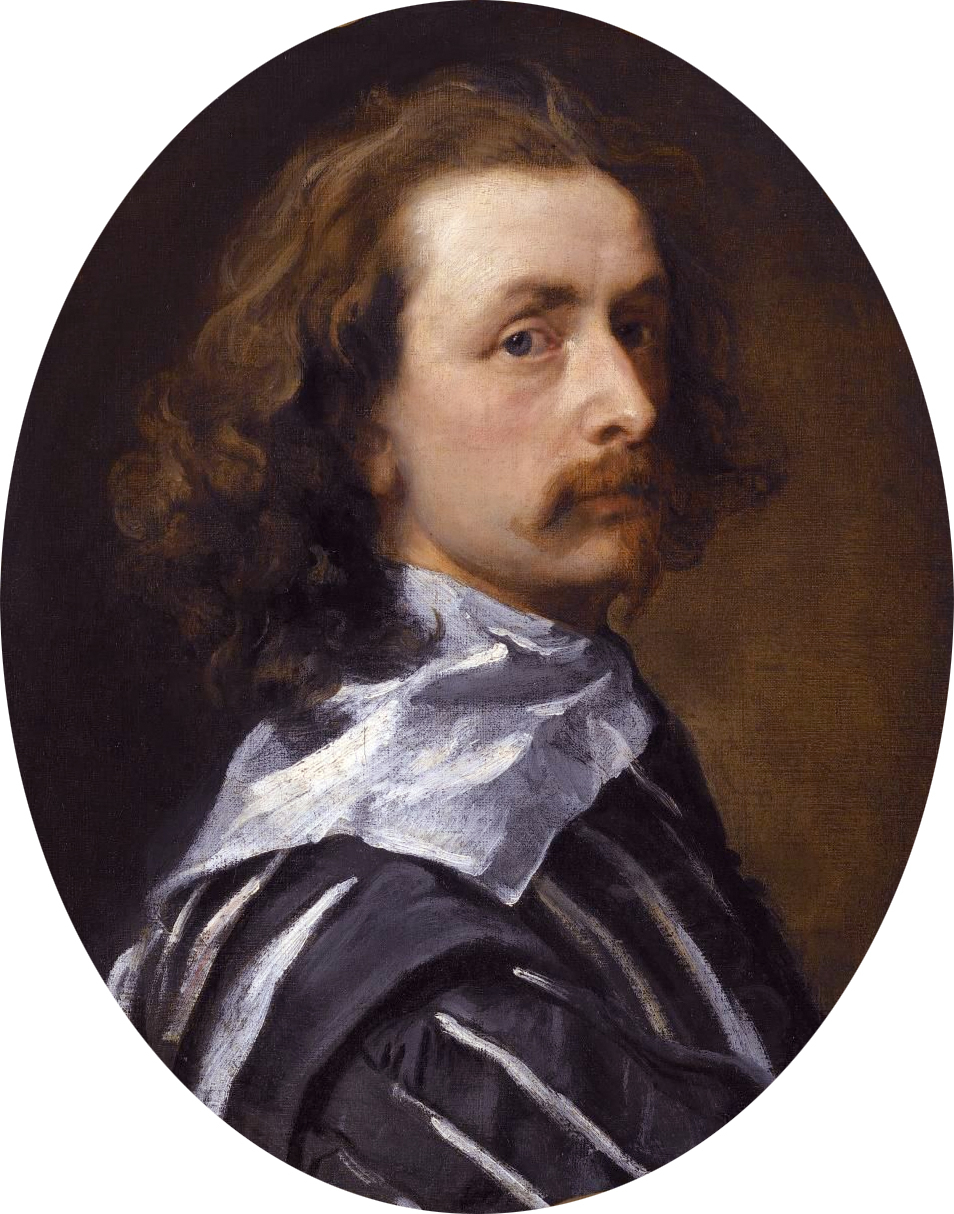
Anthonis van Dyck (1599–1641)

- Dyck, Arnold (1889–1970), ukrainisch-deutsch-kanadischer Autor, Herausgeber und Verleger
- Dyck, Daniel van den († 1663), flämischer Maler, Kupferstecher, Architekt und Ingenieur
- Dyck, Elisabeth von (1950–1979), deutsche, vermutliches Mitglied der Rote Armee Fraktion
- Dyck, Floris van, holländischer Stilllebenmaler
- Dyck, Hermann (1812–1874), deutscher Maler, Zeichner und Radierer
- Dyck, Joachim (1935–2021), deutscher Germanist und Literaturwissenschaftler
- Dyck, Johann Gottfried (1750–1813), deutscher Buchhändler und Schriftsteller
- Dyck, Johannes (* 1884), deutscher Landwirt und Politiker (DNVP)
- Dyck, Margarethe (1887–1956), deutsche Pädagogin und Politikerin (LDPD), MdV
- Dyck, Paul (* 1971), kanadischer Eishockeyspieler
- Dyck, Richard (1889–1966), deutsch-amerikanischer Journalist und Schriftsteller
- Dyck, Siegfried (1926–2017), deutscher Hydrologe und Hochschullehrer
- Dyck, Tina E. (* 1980), deutsche Mentaltrainerin und ehemalige Dressur- und Springreiterin
- Dyck, Vladimir (1882–1943), ukrainischer Komponist und Musikpädagoge
- Dyck, Walther von (1856–1934), deutscher MathematikerWalther von Dyck (1856–1934)

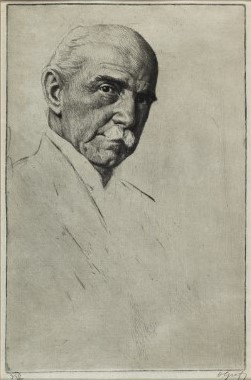
Walther von Dyck (1856–1934)

- Dyck, Wolfgang (1930–1970), deutscher Evangelist
- Dyck-Hemming, Annette van (* 1965), deutsche Musikwissenschaftlerin
- Dycke, Moritz von (1737–1822), schwedischer Generalmajor, Gutsbesitzer auf Rügen
- Dycke, Otto von (1791–1858), deutscher Gutsbesitzer auf Rügen, preußischer Beamter und Mitglied des Provinziallandtags der Provinz Pommern
- Dyckerhoff, Alfred (1872–1965), deutscher Ingenieur und Unternehmer
- Dyckerhoff, August (1868–1947), deutscher Chemiker und Unternehmer
- Dyckerhoff, Carl (1854–1938), deutscher Unternehmer
- Dyckerhoff, Eduard (1878–1948), deutscher Unternehmer
- Dyckerhoff, Ernst (1877–1926), deutscher Ingenieur und Unternehmer
- Dyckerhoff, Eugen (1844–1924), deutscher Unternehmer
- Dyckerhoff, Gustav (1838–1923), deutscher Unternehmer
- Dyckerhoff, Hans (1899–1969), deutscher Industrieller
- Dyckerhoff, Hermann (1840–1918), deutscher Unternehmer
- Dyckerhoff, Jacob Friedrich (1774–1845), deutscher Baumeister bzw. Architekt des Klassizismus, badischer Baubeamter
- Dyckerhoff, Karl (1825–1893), deutscher Bauingenieur
- Dyckerhoff, Karl Ludwig (1869–1938), deutscher Unternehmer
- Dyckerhoff, Kurt (1883–1955), deutscher Chemiker und Unternehmer
- Dyckerhoff, Otto (1870–1954), deutscher Unternehmer
- Dyckerhoff, Rudolf (1842–1917), deutscher Unternehmer
- Dyckerhoff, Ursula (1930–2004), deutsche Ethnologin und Altamerikanistin
- Dyckerhoff, Walter (1897–1977), deutscher Industrieller
- Dyckerhoff, Wilhelm (1868–1956), deutscher Verwaltungsjurist und Parlamentarier
- Dyckerhoff, Wilhelm Gustav (1805–1894), deutscher Kaufmann und Unternehmer
- Dyckerhoff, Wilhelm Hugo (1908–1987), deutscher Unternehmer und Sportfunktionär
- Dyckhoff, Eduard (1880–1949), deutscher Schachspieler
- Dyckhoff, Friedrich Wilhelm (1742–1826), deutscher Jurist und Direktor der Justizkanzlei in Osnabrück
- Dyckhoff, Harald (* 1951), deutscher Wirtschaftswissenschaftler
- Dyckhoff, Peter (* 1937), deutscher römisch-katholischer Priester, Psychologe, Autor und Exerzitienleiter
- Dyckmans, Josephus Laurentius (1811–1888), belgischer Maler
- Dyckmans, Mechthild (* 1950), deutsche Politikerin (FDP), MdB
- Dyczkowski, Adam (1932–2021), polnischer Geistlicher, römisch-katholischer Bischof von Zielona Góra-Gorzów

### Dyd
- Dydak, Friedrich (* 1943), österreichischer Physiker
- Dydak, Jan (1968–2019), polnischer Boxer
- Dydasco, Caprice (* 1993), US-amerikanische Fußballspielerin
- Dydek, Małgorzata (1974–2011), polnische Basketballspielerin
- Dydi, Rudolf (* 1979), slowakischer Boxer
- Dydo, Ulla (1925–2017), Schweizer Autorin, Redakteurin und eine renommierte Gertrude-Stein-Expertin
- Dyduch, Vincent (* 1974), französischer Fußballspieler
- Dydycz, Antoni Pacyfik (* 1938), polnischer Ordensgeistlicher und emeritierter römisch-katholischer Bischof von Drohiczyn
- Dydyna, Alexander (* 1984), deutscher Drehbuchautor
- Dydyschka, Wjatschaslau (* 1949), belarussischer Schachspieler

### Dye
- Dye, Alice (1927–2019), US-amerikanische Golfarchitektin und Amateurgolferin
- Dye, Babe (1898–1962), kanadischer Eishockeyspieler
- Dye, Brad (1933–2018), US-amerikanischer Politiker
- Dye, Cameron (* 1984), US-amerikanischer Triathlet
- Dye, Dale (* 1944), US-amerikanischer SchauspielerDale Dye (* 1944)

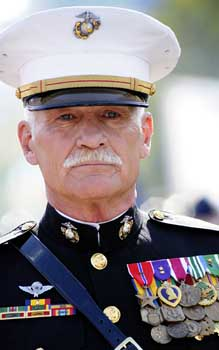
Dale Dye (* 1944)

- Dye, David William (1887–1932), britischer Physiker und Elektrotechniker
- Dye, Doug (1921–2005), neuseeländischer Mikrobiologe
- Dye, Jack (1919–2013), britischer Generalmajor
- Dye, James L. (1927–2021), US-amerikanischer Chemiker
- Dye, Jermaine (* 1974), US-amerikanischer Baseballspieler
- Dye, John (1963–2011), US-amerikanischer Schauspieler
- Dye, Leighton (1901–1977), US-amerikanischer Hürdenläufer
- Dye, Mason (* 1994), US-amerikanischer Schauspieler
- Dye, Pete (1925–2020), US-amerikanischer Golfplatzarchitekt
- Dyekjær, Sigrid (* 1969), dänische Filmproduzentin
- Dyens, Dominique (* 1958), französische Schriftstellerin
- Dyens, George (1932–2015), französisch-kanadischer Bildhauer
- Dyens, Roland (1955–2016), französischer Gitarrist und Komponist
- Dyens, Ron, französischer Filmproduzent
- Dyer, Alvin R. (1903–1977), US-amerikanischer Apostel der Kirche Jesu Christi der Heiligen der Letzten Tage
- Dyer, Amelia (1837–1896), britische SerienmörderinAmelia Dyer (1837–1896)

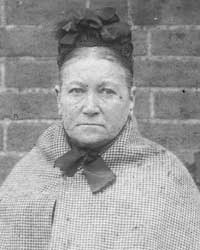
Amelia Dyer (1837–1896)

- Dyer, Anne (* 1957), britische anglikanische Bischöfin der Scottish Episcopal Church
- Dyer, Bob (1939–2007), US-amerikanischer Singer-Songwriter, Autor und Filmemacher
- Dyer, Bokani (* 1986), botswanisch-südafrikanischer Jazzmusiker (Piano, Komposition)
- Dyer, Buddy (* 1958), US-amerikanischer Jurist und Politiker
- Dyer, Catherine (* 1958), US-amerikanische Schauspielerin und TV-Produzentin
- Dyer, Charles (1928–2021), britischer Dramatiker, Drehbuchautor und Schauspieler
- Dyer, Charles H. (* 1952), US-amerikanischer Theologe und Dekan
- Dyer, Chris, australischer Renningenieur der Scuderia Ferrari
- Dyer, Danny (* 1977), britischer SchauspielerDanny Dyer (* 1977)

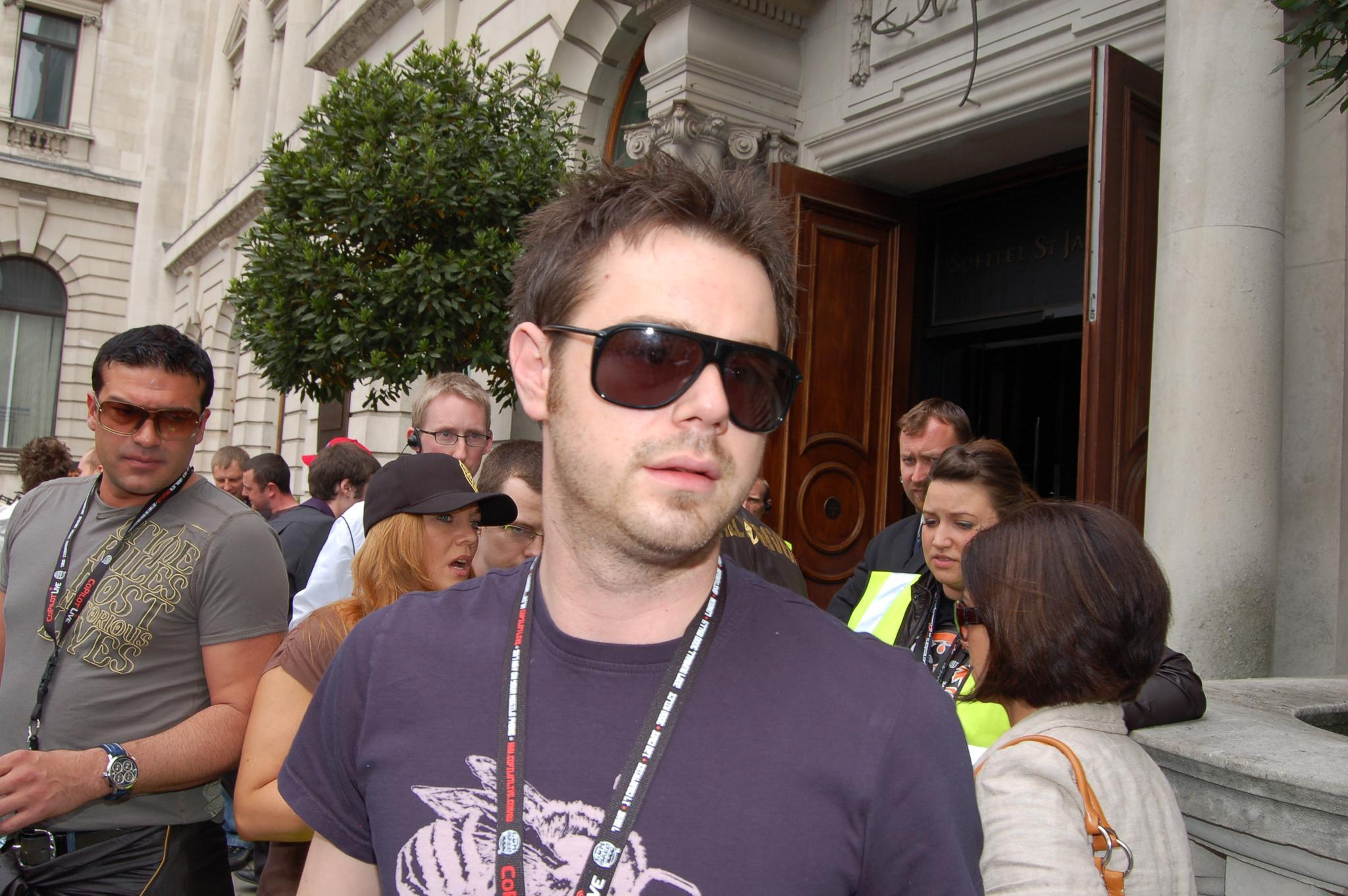
Danny Dyer (* 1977)

- Dyer, David Patterson (1838–1924), US-amerikanischer Jurist und Politiker
- Dyer, Edward (1543–1607), englischer Dichter
- Dyer, Eldon (1929–1993), US-amerikanischer Mathematiker
- Dyer, Eliphalet (1721–1807), US-amerikanischer Politiker
- Dyer, Elisha (1811–1890), US-amerikanischer Politiker
- Dyer, Elisha junior (1839–1906), US-amerikanischer Politiker
- Dyer, Elmer (1892–1970), US-amerikanischer Kameramann
- Dyer, Geoff (* 1958), britischer Schriftsteller und Journalist
- Dyer, Geoffrey (1947–2020), australischer Maler
- Dyer, George (* 1948), US-amerikanischer Autorennfahrer
- Dyer, Heather (* 1970), britische Kinderbuchautorin
- Dyer, Hector (1910–1990), US-amerikanischer Leichtathlet
- Dyer, Hugh (* 1961), belizischer Boxer
- Dyer, Jack (1913–2003), australischer Fußballspieler
- Dyer, Jeannette (* 1986), US-amerikanische Fußballspielerin
- Dyer, Kathleen (* 1914), britische Leichtathletin
- Dyer, Kieron (* 1978), englischer Fußballspieler
- Dyer, Leon (1807–1883), US-amerikanischer Oberst
- Dyer, Leonidas C. (1871–1957), US-amerikanischer PolitikerLeonidas C. Dyer (1871–1957)

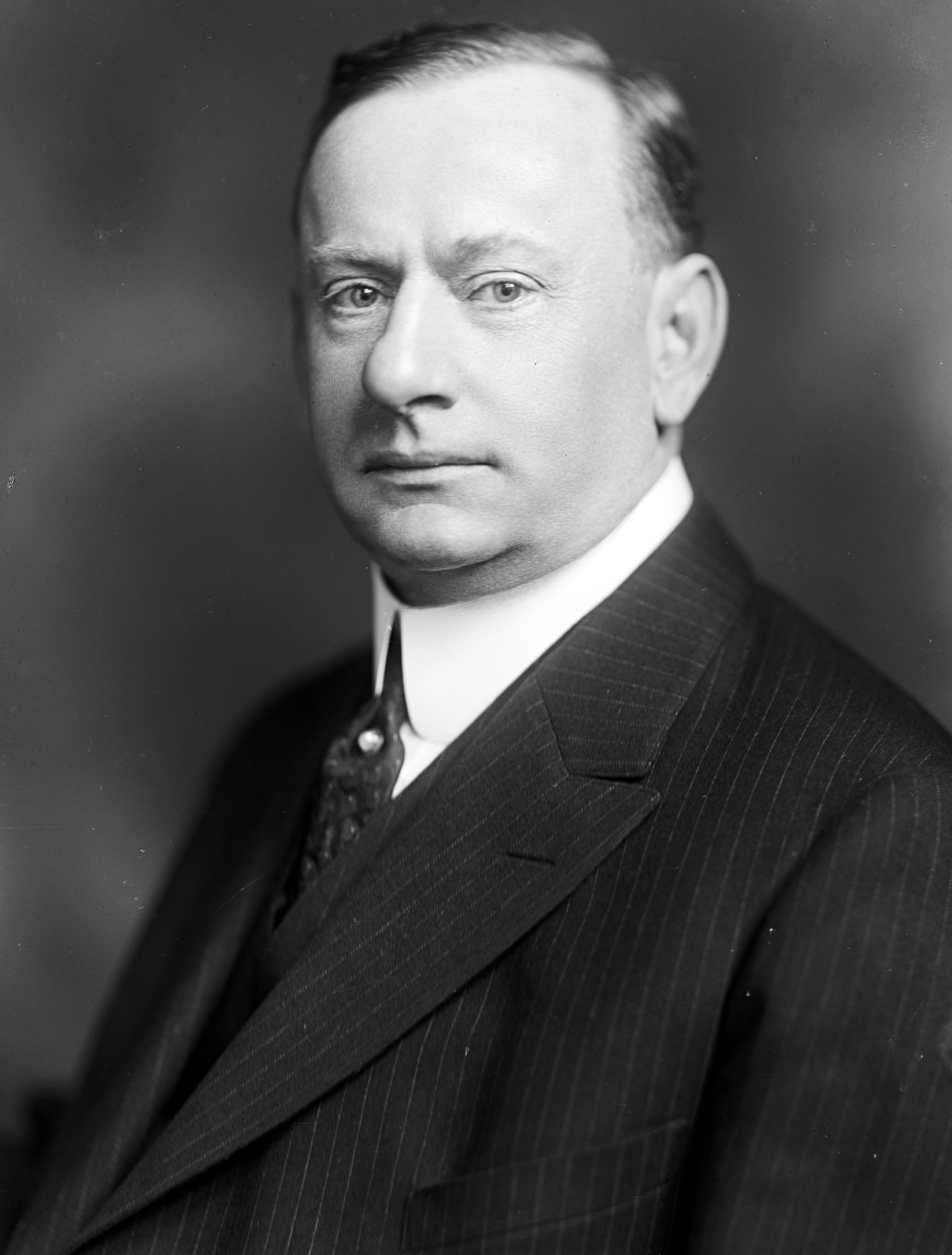
Leonidas C. Dyer (1871–1957)

- Dyer, Lloyd (* 1982), englischer Fußballspieler
- Dyer, Lorna (* 1945), US-amerikanische Eiskunstläuferin
- Dyer, Martin (* 1946), britischer Informatiker
- Dyer, Mary († 1660), US-amerikanische Quäkerin, letzte religiöse Märtyrerin Nordamerikas
- Dyer, Melanie, amerikanische Musikerin (Bratsche, Komposition)
- Dyer, Natalia (* 1995), US-amerikanische SchauspielerinNatalia Dyer (* 1995)

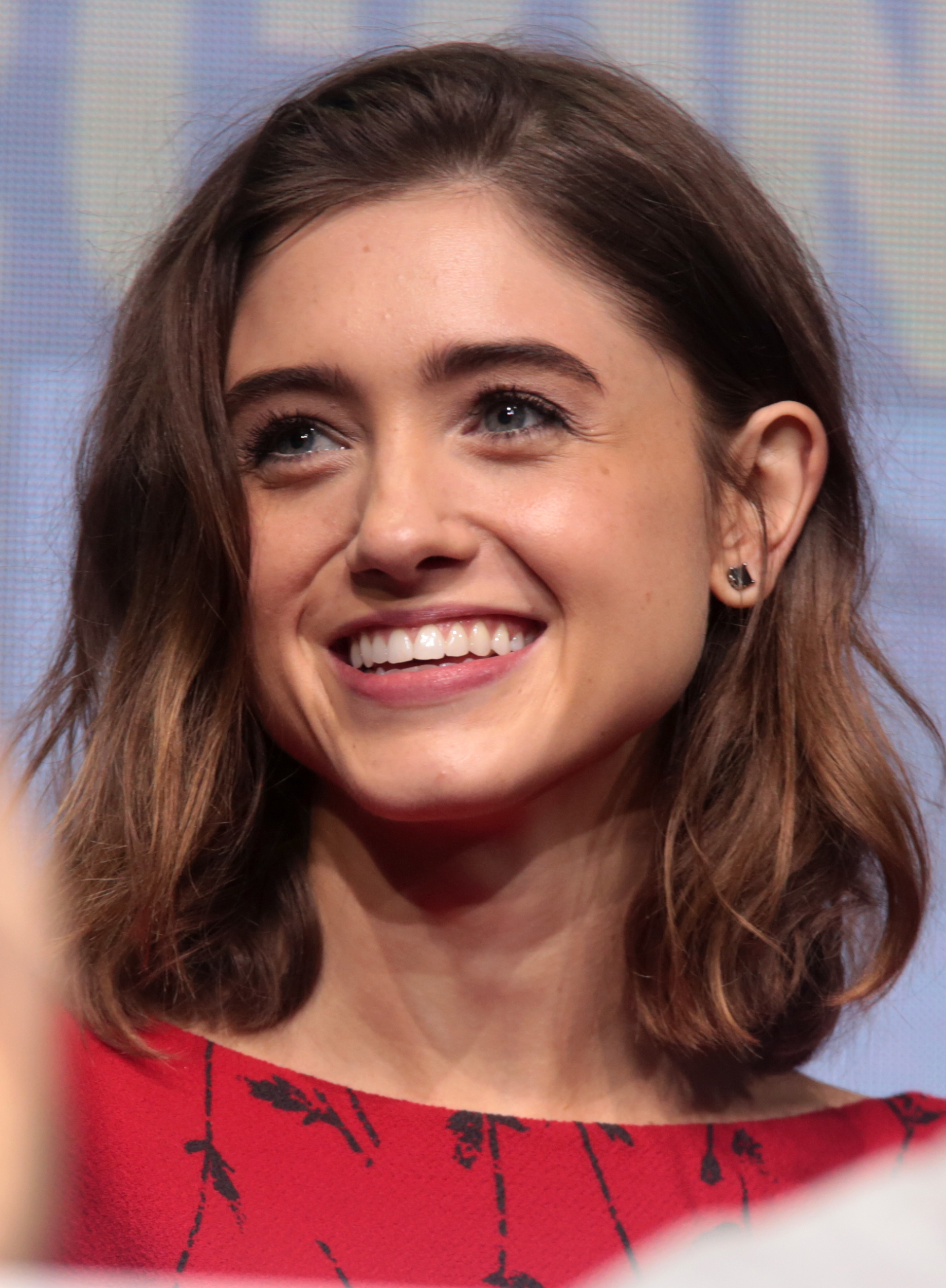
Natalia Dyer (* 1995)

- Dyer, Nathan (* 1987), englischer Fußballspieler
- Dyer, Reginald (1864–1927), britischer Militär, Offizier der Britischen Indien-Armee
- Dyer, Richard (* 1945), britischer Anglist und Autor
- Dyer, Robert Allen (1900–1987), südafrikanischer Botaniker
- Dyer, Thomas (1805–1862), US-amerikanischer Politiker
- Dyer, Vivian Anthony (1906–1962), indischer Geistlicher, römisch-katholischer Erzbischof von Kalkutta
- Dyer, Wayne (1940–2015), US-amerikanischer Autor und Redner
- Dyer-Bennet, Richard (1913–1991), amerikanischer Folksänger
- Dyerkens, Daya († 1491), Ordensfrau, Lehrerin und Priorin im Klosters Diepenveen
- Dyers, Errol (1952–2017), südafrikanischer Jazzgitarrist
- Dyes, Albert (1859–1938), deutscher Verwaltungsbeamter
- Dyes, August (1813–1899), deutscher Arzt und Autor
- Dyett, Walter (1901–1969), US-amerikanischer Geiger und Musiklehrer

### Dyf
- Dyfan, Isha (* 1955), sierra-leonische Juristin

### Dyg
- Dyga, Marko (1924–2005), deutscher Politiker (CSU)
- Dygai, Nikolai Alexandrowitsch (1908–1963), sowjetischer Politiker
- Dygas, Ignacy (1881–1947), polnischer Sänger (Tenor)
- Dygas, Margaret, polnische DJ und Musikproduzentin
- Dygasiński, Adolf (1839–1902), polnischer Schriftsteller
- Dygat, Stanisław (1914–1978), polnischer Schriftsteller
- Dygert, Chloé (* 1997), US-amerikanische RadrennfahrerinChloé Dygert (* 1997)

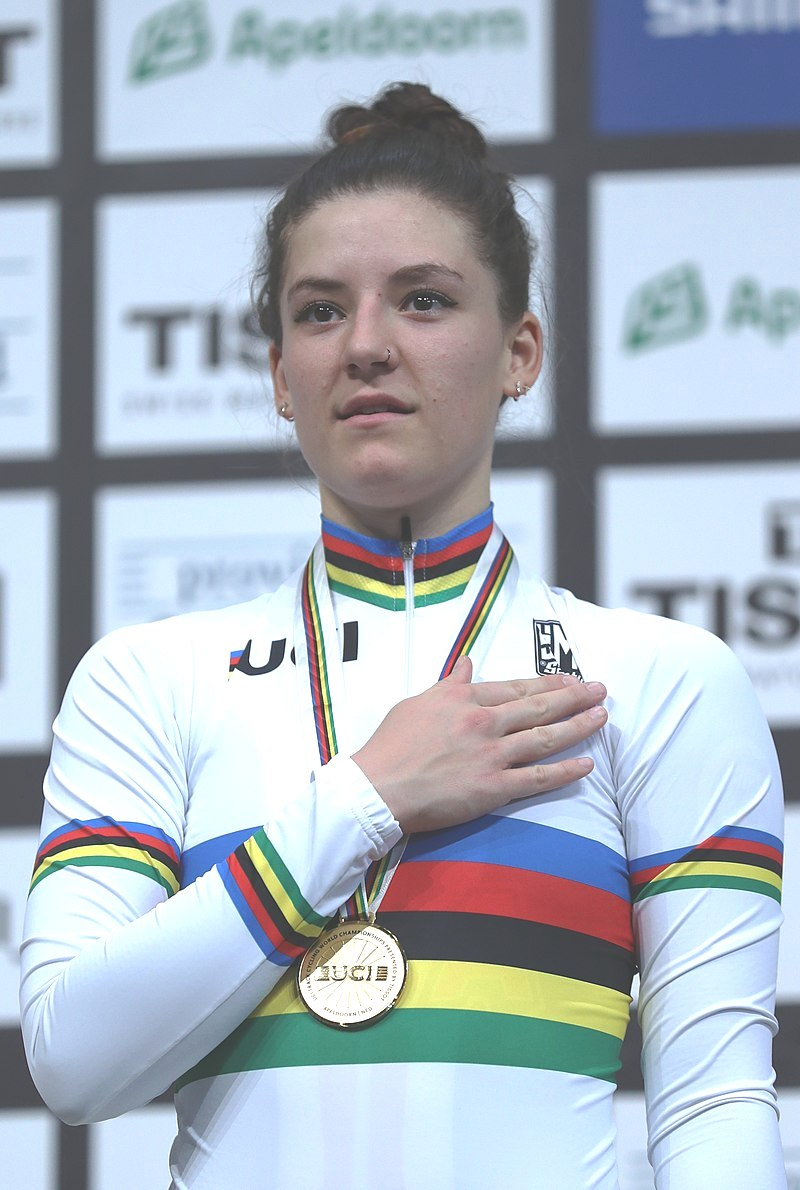
Chloé Dygert (* 1997)

- Dyggve, Ejnar (1887–1961), dänischer Architekt, Archäologe und Architekturhistoriker
- Dygruber, Michaela (* 1995), österreichische Skirennläuferin

### Dyh
- Dyherrn, Georg Karl von (1710–1759), sächsischer Generalleutnant
- Dyherrn, Georg von (1848–1878), deutscher Dichter
- Dyherrn, Ludwig Ferdinand von (1743–1817), kursächsischer Generalmajor
- Dyherrn, Rudolf Gottlieb von (1745–1806), preußischer Generalmajor
- Dyhr, Nikolas (* 2001), dänischer Fußballspieler
- Dyhr, Pia Olsen (* 1971), dänische Politikerin (Socialistisk Folkeparti), Mitglied des Folketing
- Dyhrenfurth, Gertrud (1862–1946), deutsche Sozialwissenschaftlerin
- Dyhrenfurth, Günter Oskar (1886–1975), deutsch-schweizerischer Bergsteiger und Geologe
- Dyhrenfurth, Hettie (1892–1972), deutsche, später schweizerische Bergsteigerin
- Dyhrenfurth, Irene (* 1898), deutsche Bibliothekarin und Literaturwissenschaftlerin
- Dyhrenfurth, Norman (1918–2017), US-amerikanisch-schweizerischer Bergsteiger und KameramannNorman Dyhrenfurth (1918–2017)

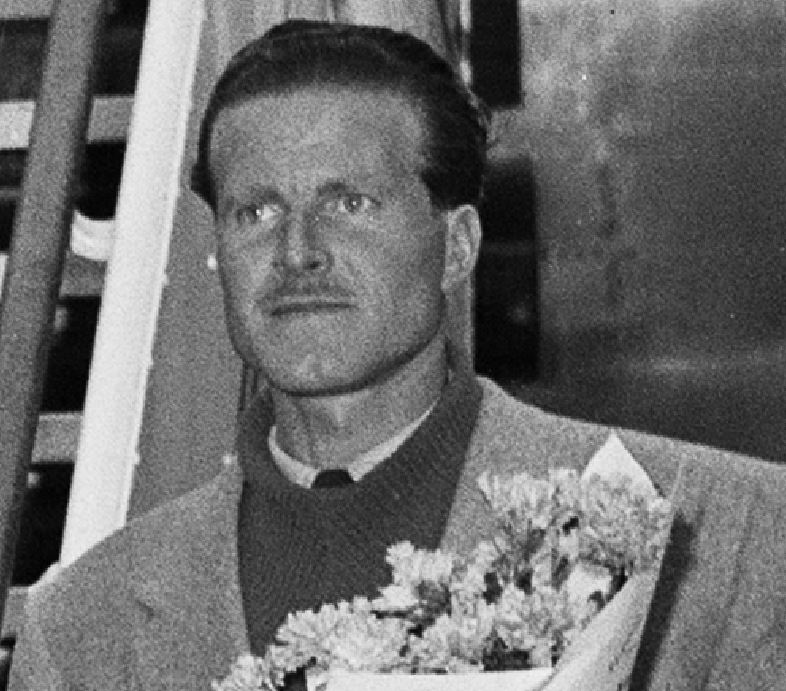
Norman Dyhrenfurth (1918–2017)

- Dyhrenfurth, Waldemar (1849–1899), deutscher Jurist und Zotist, Übersetzer von Montaigne
- Dyhrn und Schönau, Anton Ulrich von (1704–1768), deutscher Hofmarschall, Kammerherr und Grundbesitzer
- Dyhrn und Schönau, Justus Siegmund von (1689–1761), preußischer Landrat
- Dyhrn, Friedrich von (1741–1792), preußischer Landrat
- Dyhrn, Hedwig Maximiliane von (1699–1747), schlesische Adelige, Sternkreuzordensdame und Hofdame am kaiserlichen Hof in Wien
- Dyhrn, Konrad Adolf von (1803–1869), deutscher Aristokrat, Politiker, Philosoph, Dichter und Grundbesitzer
- Dyhrn, Melchior Abraham von (1715–1793), preußischer Landrat
- Dyhrn-Schönau, Wilhelm Karl von (1749–1813), deutscher Aristokrat, Diplomat, Minister, Unternehmer und Grundbesitzer

### Dyj
- Dyjas, Jakub (* 1995), polnischer Tischtennisspieler

### Dyk
- Dyk, Harry van, niederländischer Musiker (Schlagzeug) und Bandleader
- Dyk, Ian (* 1985), australischer Autorennfahrer
- Dyk, Jo-Ane Van (* 1997), südafrikanische Speerwerferin
- Dyk, Paul van (* 1971), deutscher DJ und MusikerPaul van Dyk (* 1971)

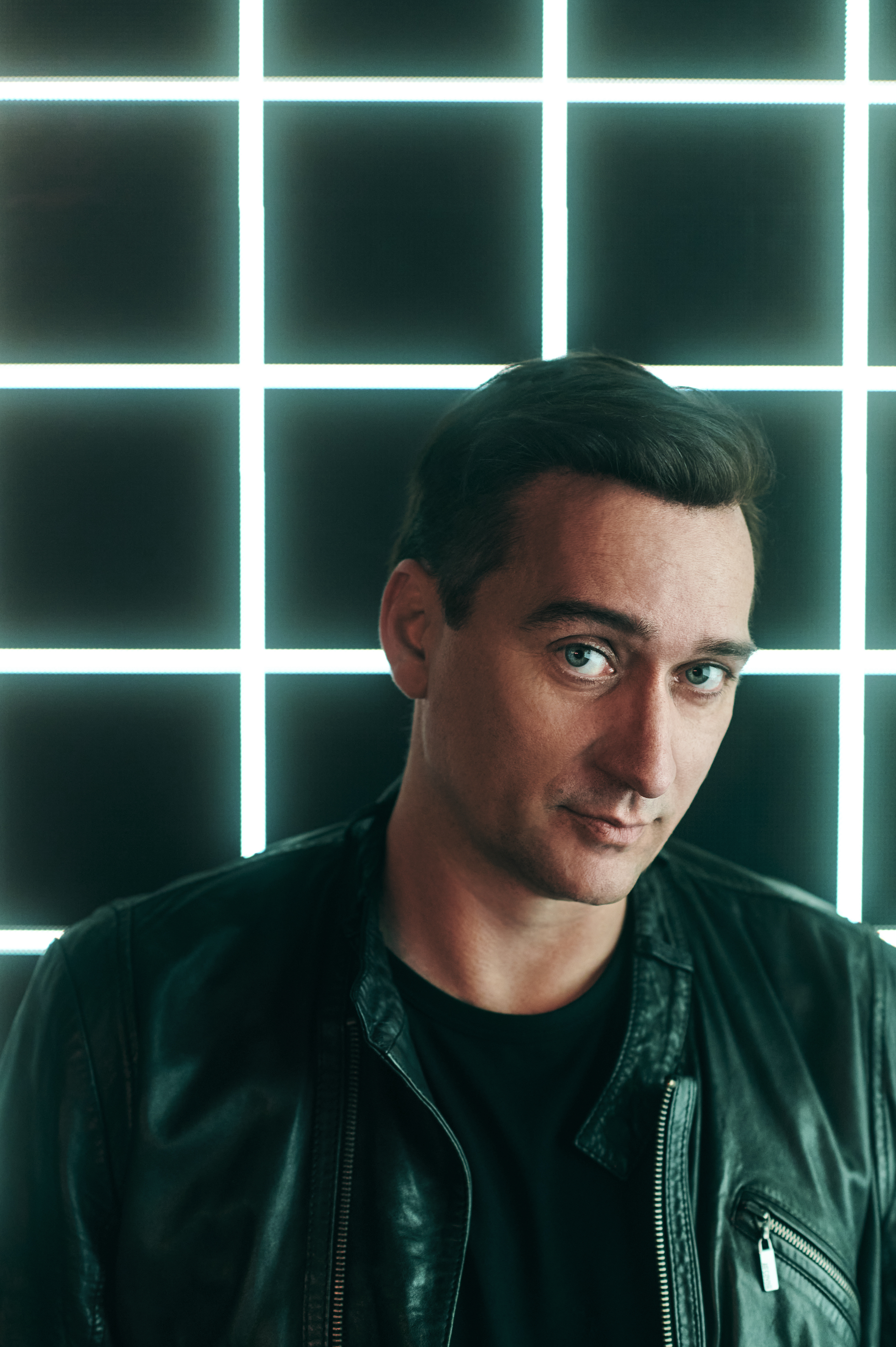
Paul van Dyk (* 1971)

- Dyk, Reinhard (* 1945), österreichischer Beamter und Jurist
- Dyk, Silke van (* 1972), deutsche Soziologin
- Dyk, Viktor (1877–1931), tschechischer Dichter und Politiker
- Dyk-Ploss, Irene (* 1947), österreichische Hochschullehrerin und Politikerin (ÖVP)
- Dykan, Andrij (* 1977), ukrainischer Fußballtorwart
- Dyke, Broderick (* 1960), australischer Tennisspieler
- Dyke, Charles W. (* 1935), US-amerikanischer Offizier, Generalleutnant der US-Army
- Dyke, Emma (* 1995), neuseeländische Ruderin
- Dyke, Gareth, Wirbeltier-Paläontologe
- Dyke, Larissa (* 1985), neuseeländische Sprinterin
- Dyke, Michel van (* 1961), deutscher Musiker und Produzent
- Dyke, Roy (* 1945), britischer Rockmusiker (Schlagzeug, Arrangement)
- Dyker, David Alexander (1944–2018), englischer Wirtschaftswissenschaftler
- Dyker, Gerald (* 1960), deutscher Chemiker
- Dykes, Hugh (* 1939), britischer Politiker im Unterhaus und Oberhaus
- Dykes, John Bacchus (1823–1876), englischer Geistlicher und Kirchenliedkomponist
- Dykes, Loren (* 1988), walisische Fußballspielerin
- Dykes, Lyndon (* 1995), australisch-schottischer Fußballspieler
- Dykewomon, Elana (1949–2022), US-amerikanische Schriftstellerin
- Dykhuis, Karl (* 1972), kanadischer Eishockeyspieler
- Dykiel, Bożena (* 1948), polnische Schauspielerin
- Dykinga, Jack (* 1943), US-amerikanischer Fotograf
- Dykman, Isaak Markowitsch (1911–2001), sowjetischer Theoretischer Physiker, Festkörperphysiker und Hochschullehrer
- Dykmann, Pavel (* 1996), deutscher Kunstturner
- Dyková, Tatiana (* 1978), tschechische Film- und Theaterschauspielerin
- Dykstra, Clarence A. (1883–1950), US-amerikanischer Politikwissenschaftler und Hochschullehrer
- Dykstra, Doris, deutsche Fußballtorhüterin
- Dykstra, John (* 1947), US-amerikanischer Spezialeffektkünstler
- Dykstra, Lenny (* 1963), US-amerikanischer Basespieler
- Dykstra, Waling (1821–1914), friesischer Dichter

### Dyl
- Dyląg, Roman (1938–2023), polnischer Jazzmusiker
- Dylan (* 1999), englische Popsängerin
- Dylan, Bob (* 1941), US-amerikanischer Folk- und RockmusikerBob Dylan (* 1941)

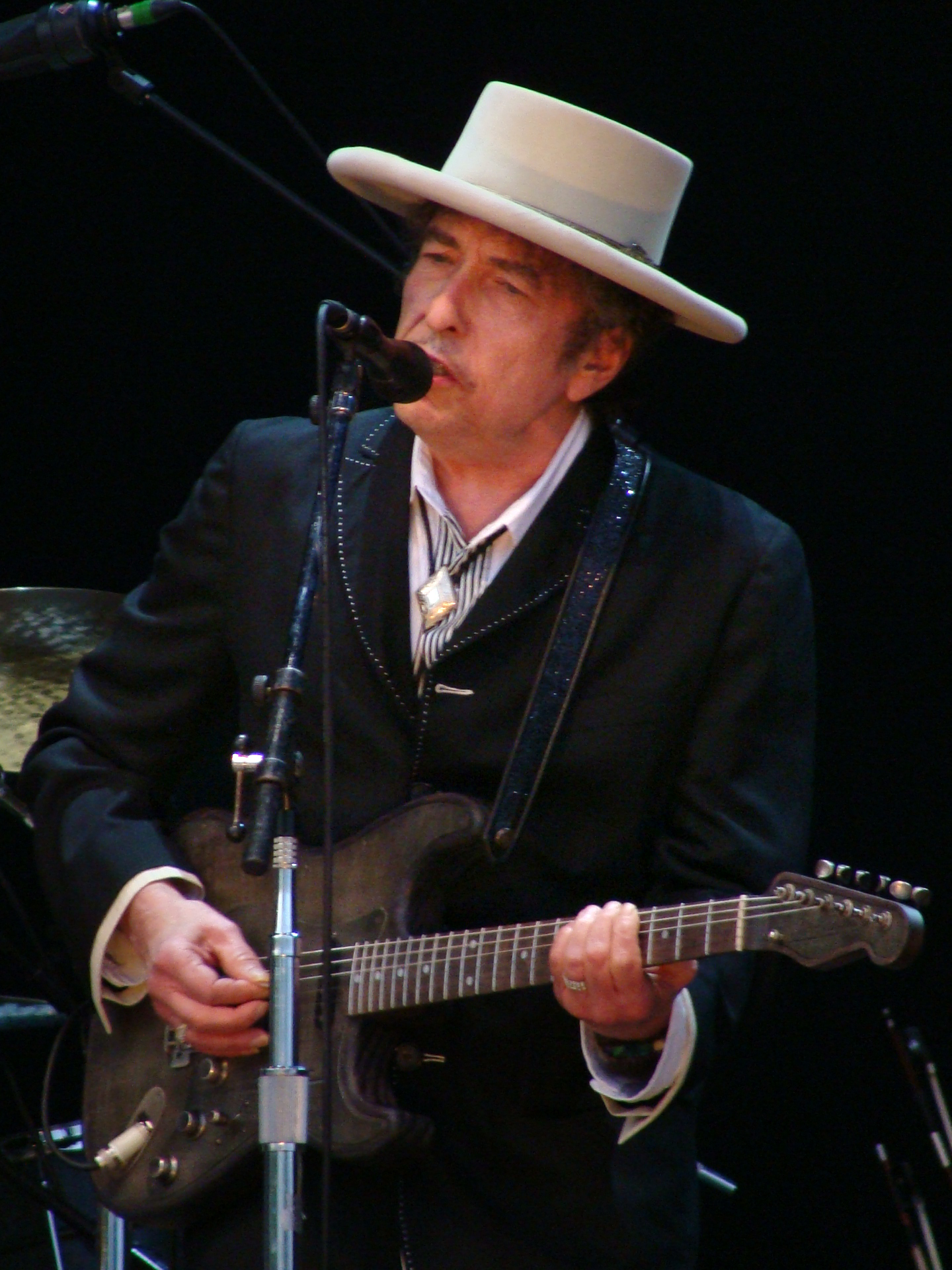
Bob Dylan (* 1941)

- Dylan, Jakob (* 1969), US-amerikanischer Singer-Songwriter
- Dylan, Jesse (* 1966), US-amerikanischer Filmregisseur
- Dylan, Josh (* 1994), britischer Schauspieler
- Dylan, Sam (* 1985), deutscher Reality-TV-Darsteller
- Dylan, Sara (* 1939), US-amerikanische Ehefrau von Bob Dylan (1965–1977), Mutter von Jakob Dylan
- Dyldin, Maxim Sergejewitsch (* 1987), russischer Leichtathlet
- Dyleuski, Sjarhej, belarussischer Oppositioneller und Streikanführer bei Minski Traktorny Sawod
- Dylewicz, Filip (* 1980), polnischer Basketballspieler
- Dylewska, Izabela (* 1968), polnische Kanutin
- Dylewska, Jolanta (* 1958), polnische Regisseurin, Drehbuchautorin und Kinematographin
- Dylewski, Klaus (1916–2012), deutscher SS-Oberscharführer; KZ-Personal von Auschwitz
- Dylko, Alena (* 1988), belarussische Radrennfahrerin
- Dylla, Marcin (* 1976), polnischer Gitarrist
- Dyllick, Paul (1908–1991), deutscher Politiker (CDU), MdA
- Dyllick-Brenzinger, Thomas (* 1953), deutscher Ökonom
- Dyllong, Michael (* 1987), deutscher Koch
- Dylong, Fritz (1894–1965), deutscher Kommunalpolitiker (SPD)

### Dym
- Dym, Harry (1938–2024), israelischer Mathematiker
- Dyma, Oliver (* 1972), römisch-katholischer Theologe
- Dymally, Mervyn M. (1926–2012), US-amerikanischer Politiker
- Dymarczyk, Józef (* 1936), polnischer Fußballspieler
- Dymek, Michal (* 1990), polnischer Kameramann
- Dyminskyj, Petro (* 1954), ukrainischer Unternehmer und Sportfunktionär
- Dymke, Matthias (* 1968), deutscher Pianist
- Dymna, Anna (* 1951), polnische SchauspielerinAnna Dymna (* 1951)

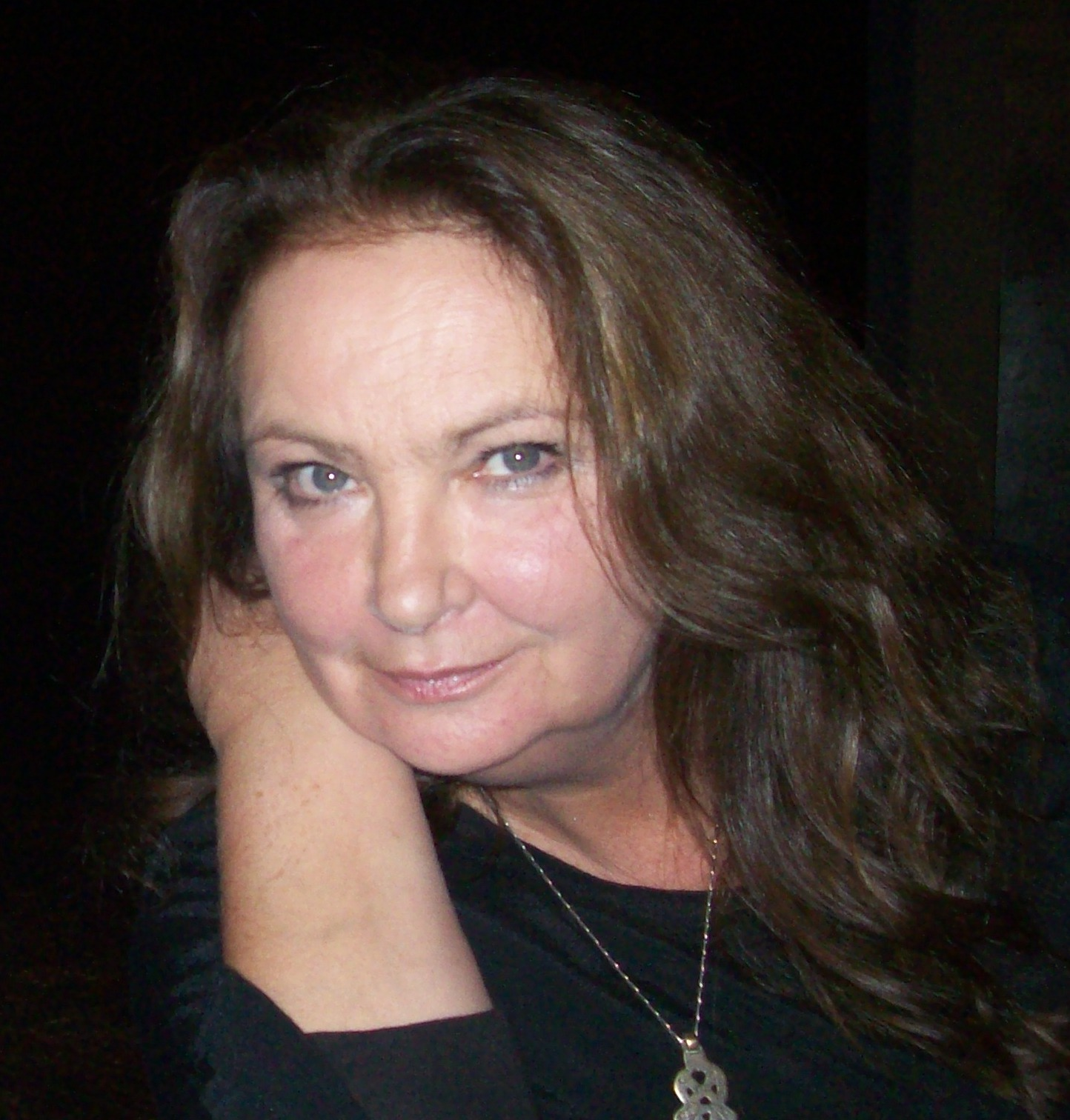
Anna Dymna (* 1951)

- Dymont, Lilly (1911–2006), deutsch-amerikanische Pianistin und Musikpädagogin
- Dymott, Adiam (* 1982), schwedische Sängerin
- Dymow, Ossip (1878–1959), russisch-US-amerikanischer Schriftsteller, Drehbuchautor und Regisseur
- Dymowa, Antonina (* 1955), sowjetische Ruderin
- Dymowski, Alexei Alexandrowitsch (* 1977), russischer Major der Miliz
- Dymowskich, Alexander (* 1983), kasachischer Radrennfahrer
- Dymphna, Heilige und Patronin der psychisch Kranken
- Dymschitz, Alexander Lwowitsch (1910–1975), russischer Literaturwissenschaftler, Autor und Hochschullehrer
- Dymschiz, Weniamin Emmanuilowitsch (1910–1993), sowjetischer Politiker, Minister der UdSSR
- Dymtschenko, Ljudmila Wjatscheslawowna (* 1977), russische Freestyle-Skierin

### Dyn
- Dynam, Jacques (1923–2004), französischer Schauspieler
- Dynamis (* 63 v. Chr.), Königin des Bosporanischen Reiches
- Dynamite Kid (1958–2018), britischer WrestlerDynamite Kid (1958–2018)

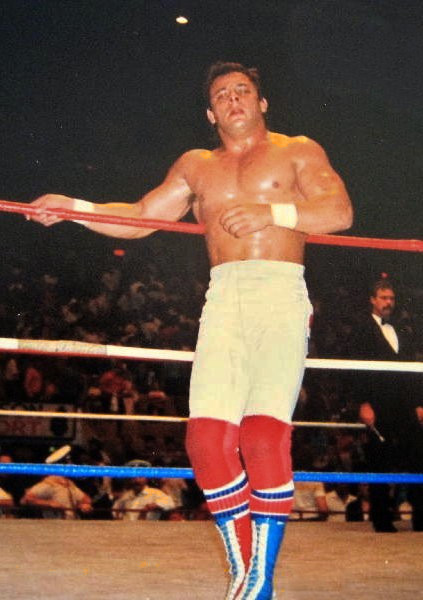
Dynamite Kid (1958–2018)

- Dynamo (* 1982), englischer Zauberkünstler
- Dynarski, Gene (1933–2020), US-amerikanischer Schauspieler
- Dyneley, Peter (1921–1977), britischer Schauspieler und Synchronsprecher
- Dynes, Robert C. (1942–2025), kanadisch-US-amerikanischer Physiker
- Dynes, Wayne R. (* 1934), US-amerikanischer Kunsthistoriker und Autor
- Dynevor, Phoebe (* 1995), britische SchauspielerinPhoebe Dynevor (* 1995)

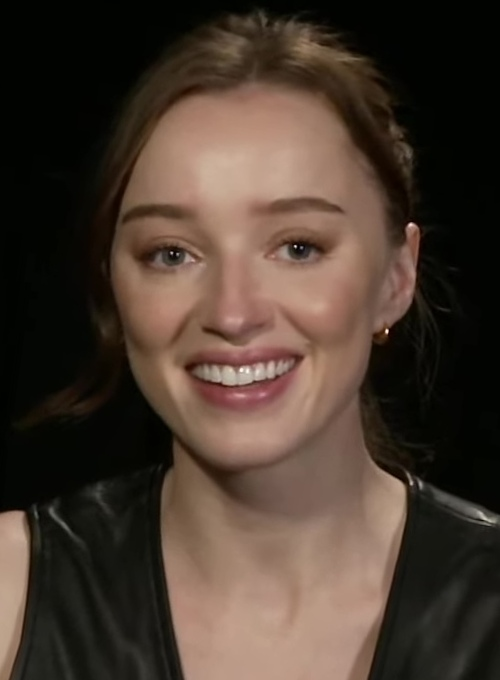
Phoebe Dynevor (* 1995)

- Dynevor, Sally (* 1963), britische Schauspielerin
- Dynkin, Eugene (1924–2014), russischer Mathematiker
- Dynko, Andrej (* 1974), belarussischer Journalist
- Dynoro (* 1999), litauischer DJ und Musikproduzent

### Dyo
- Dyo (* 1992), englische R&B-Sängerin
- Dyot, Christian (* 1959), französischer Judoka
- Dyot, Serge (* 1960), französischer Judoka

### Dyr
- Dyrberg, Eva (* 1980), dänische Tennisspielerin
- Dyrbye Næsted, Casper (* 1996), dänischer Skirennläufer
- Dyrcz, Andrzej (* 1933), polnischer Ornithologe und Ökologe
- Dyrdek, Rob (* 1974), US-amerikanischer Skateboardfahrer und Fernsehmoderator
- Dyrdyra, Witalij (1938–2024), sowjetischer Segler
- Dyreborg, Erik (1940–2013), dänischer Fußballspieler
- Dyrek, François (1933–1999), französischer Theater-, Film- und Fernsehschauspieler
- Dyrenkowa, Nadeschda Petrowna (1899–1941), russische Ethnographin, Turkologin und Linguistin
- Dyrestam, Mikael (* 1991), schwedischer Fußballspieler
- Dyrhaug, Niklas (* 1987), norwegischer Skilangläufer
- Dyrhauge, Tove (1920–2000), dänische Theaterschauspielerin
- Dyrholm, Trine (* 1972), dänische Sängerin, Theater- und Filmschauspielerin sowie RegisseurinTrine Dyrholm (* 1972)

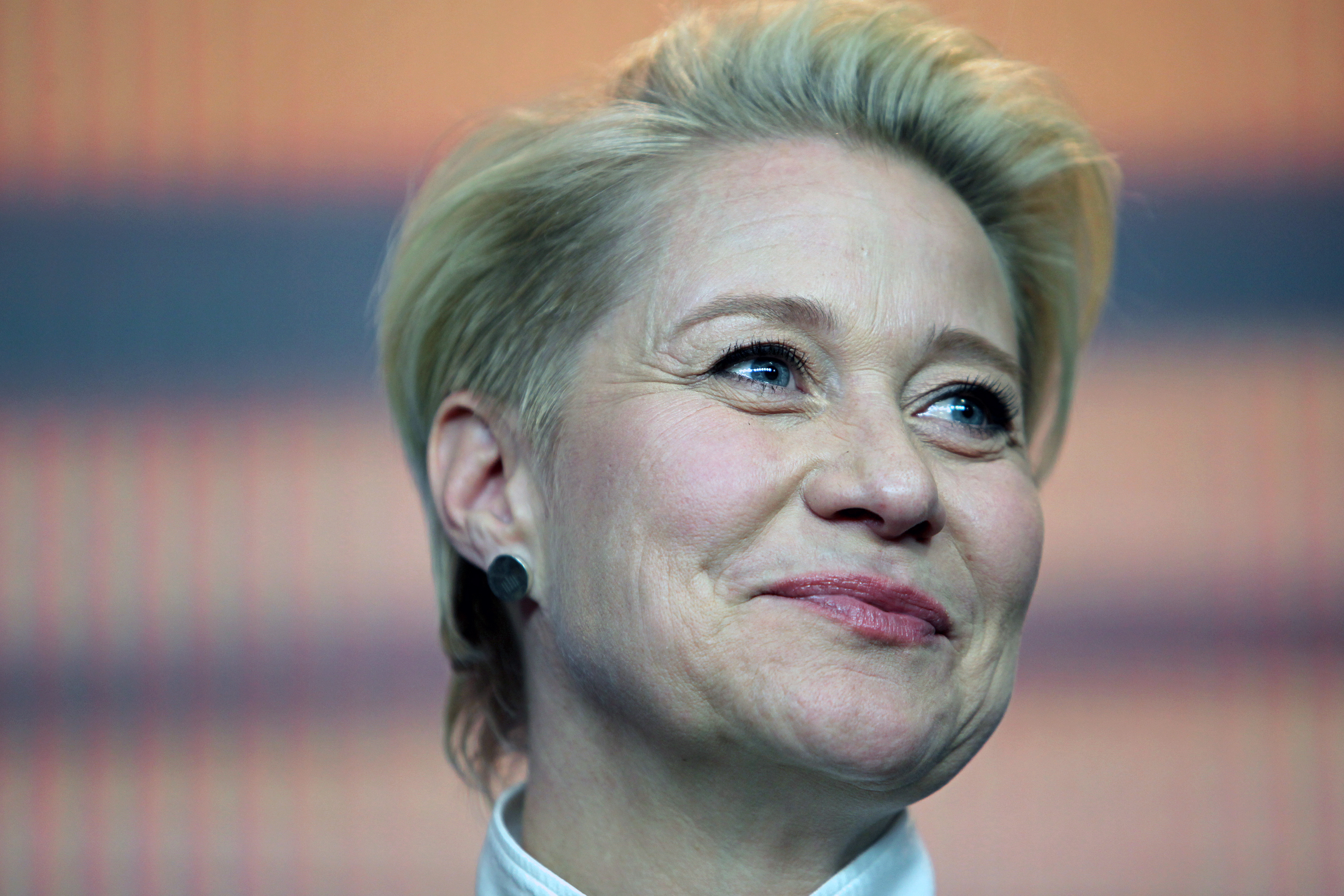
Trine Dyrholm (* 1972)

- Dyring, Moya (1909–1967), australische Malerin des Kubismus und des Intimismus
- Dyrlich, Benedikt (* 1950), sorbischer Schriftsteller, Politiker (SPD), MdL und Chefredakteur
- Dyrlich, Marko (* 1975), deutsch-sorbischer Schauspieler
- Dyrna, Wolfgang (* 1943), deutscher Fußballspieler und -trainer
- Dyrnhard, Franz von (1691–1751), römisch-katholischer Geistlicher
- Dyro (* 1992), niederländischer DJ und Musikproduzent
- Dyroen-Lancer, Becky (* 1971), US-amerikanische Synchronschwimmerin
- Dyroff, Adolf (1866–1943), deutscher Philosoph
- Dyroff, Anton (1864–1948), deutscher Rechtswissenschaftler und Hochschullehrer
- Dyroff, Balther (1904–1986), evangelischer Theologe und Mitglied des Bayerischen Senats
- Dyroff, Hans-Dieter (* 1935), deutscher Kulturwissenschaftler, Schriftsteller, Historiker, Philologe und Landschaftsmaler
- Dyroff, Karl (1862–1938), deutscher Orientalist und Ägyptologe
- Dyroff, Wolfgang (1923–2018), deutscher Fotograf, Formgestalter und Industriedesigner
- Dyrrah, Aida, albanische Sängerin
- Dyrschka, Halina (* 1975), deutsche Filmregisseurin und Filmproduzentin
- Dyrschka, Konrad (* 1991), deutscher Mixed-Martial-Arts-Kämpfer
- Dyrssen, Carl Ludwig (1888–1957), deutscher Journalist und Schriftsteller
- Dyrssen, Friedrich (1890–1957), deutscher Architekt
- Dyrssen, Gustaf (1891–1981), schwedischer Sportler, Moderner Fünfkämpfer und Fechter
- Dyrstad, Joanell (* 1942), US-amerikanische Politikerin
- Dyrzka, Juan Carlos (1941–2012), argentinischer Leichtathlet

### Dys
- Dys, Krzysztof (* 1982), polnischer Jazzmusiker (Piano, Komposition)
- Dysart, Joseph (1820–1893), US-amerikanischer Politiker
- Dysart, Richard (1929–2015), US-amerikanischer Film- und FernsehschauspielerRichard Dysart (1929–2015)

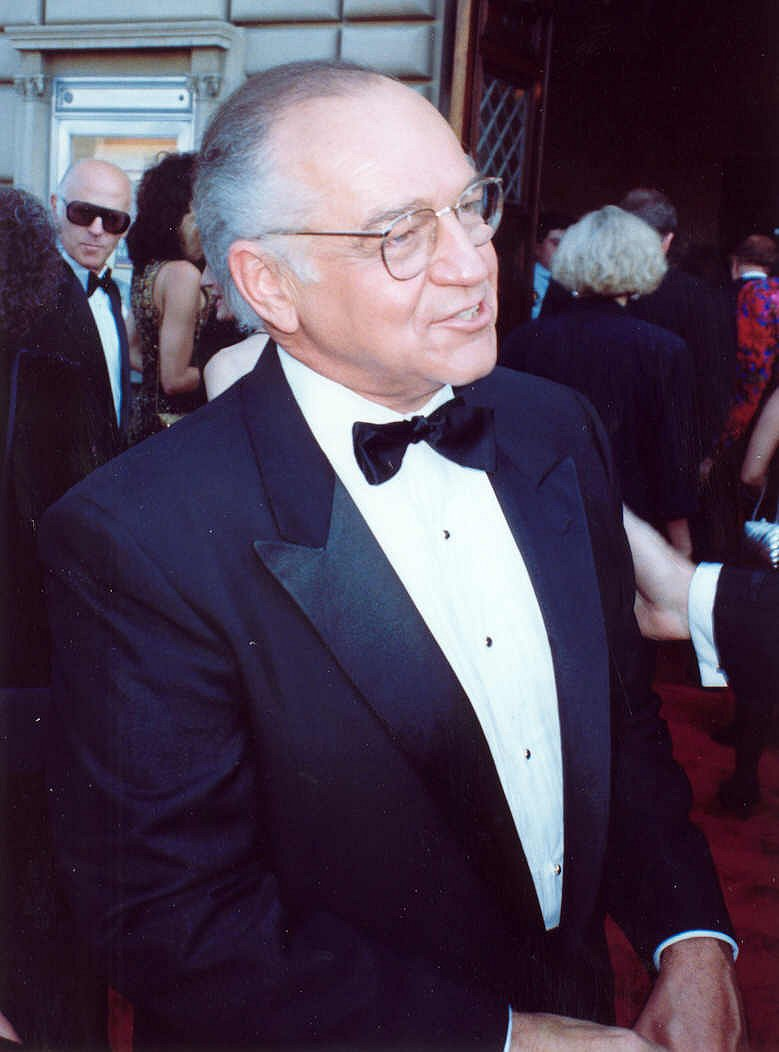
Richard Dysart (1929–2015)

- Dyserinck, Attie (1876–1942), niederländische Malerin Lehrerin und Komponistin
- Dyserinck, Hendrik (1838–1906), niederländischer Seeoffizier und Politiker
- Dyserinck, Hugo (1927–2020), belgischer Komparatist
- Dysinger, Carol, US-amerikanische Filmemacherin
- Dysli, Jean-Claude (1935–2013), Schweizer Westernreiter und Westerntrainer
- Dysli, Kenzie (* 1991), Schweizer Pferdetrainerin, Reiterin und FilmschauspielerinKenzie Dysli (* 1991)

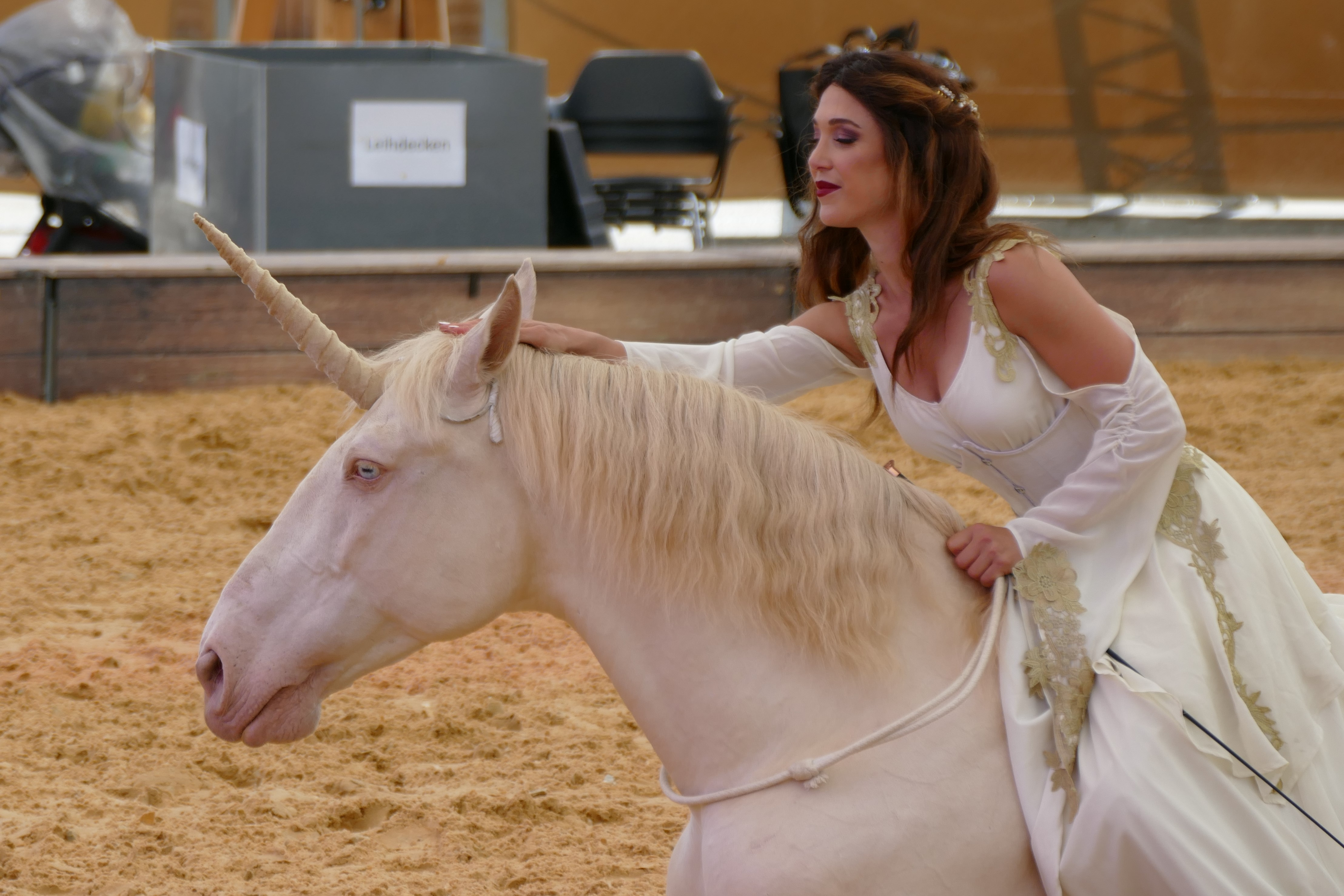
Kenzie Dysli (* 1991)

- Dysli, Marc (* 1981), Schweizer Unihockeyspieler
- Dysli, Yanic (* 2003), Schweizer Rollhockeyspieler
- Dyson, Esther (* 1951), US-amerikanische IT-Journalistin
- Dyson, Frank (1868–1939), englischer Astronom
- Dyson, Freeman J. (1923–2020), britisch-US-amerikanischer Physiker und Mathematiker
- Dyson, George (1883–1964), englischer Komponist
- Dyson, George (* 1953), US-amerikanischer Zukunftsforscher und Sachbuchautor
- Dyson, George Malcolm (1902–1978), britischer Chemiker
- Dyson, Hedda (1897–1951), neuseeländische Feministin, Journalistin, Redakteurin und Herausgeberin des New Zealand Woman's Weekly
- Dyson, Hugo (1896–1975), englischer Literaturwissenschaftler und Hochschullehrer
- Dyson, James (* 1947), britischer Erfinder, Unternehmer und KünstlerJames Dyson (* 1947)

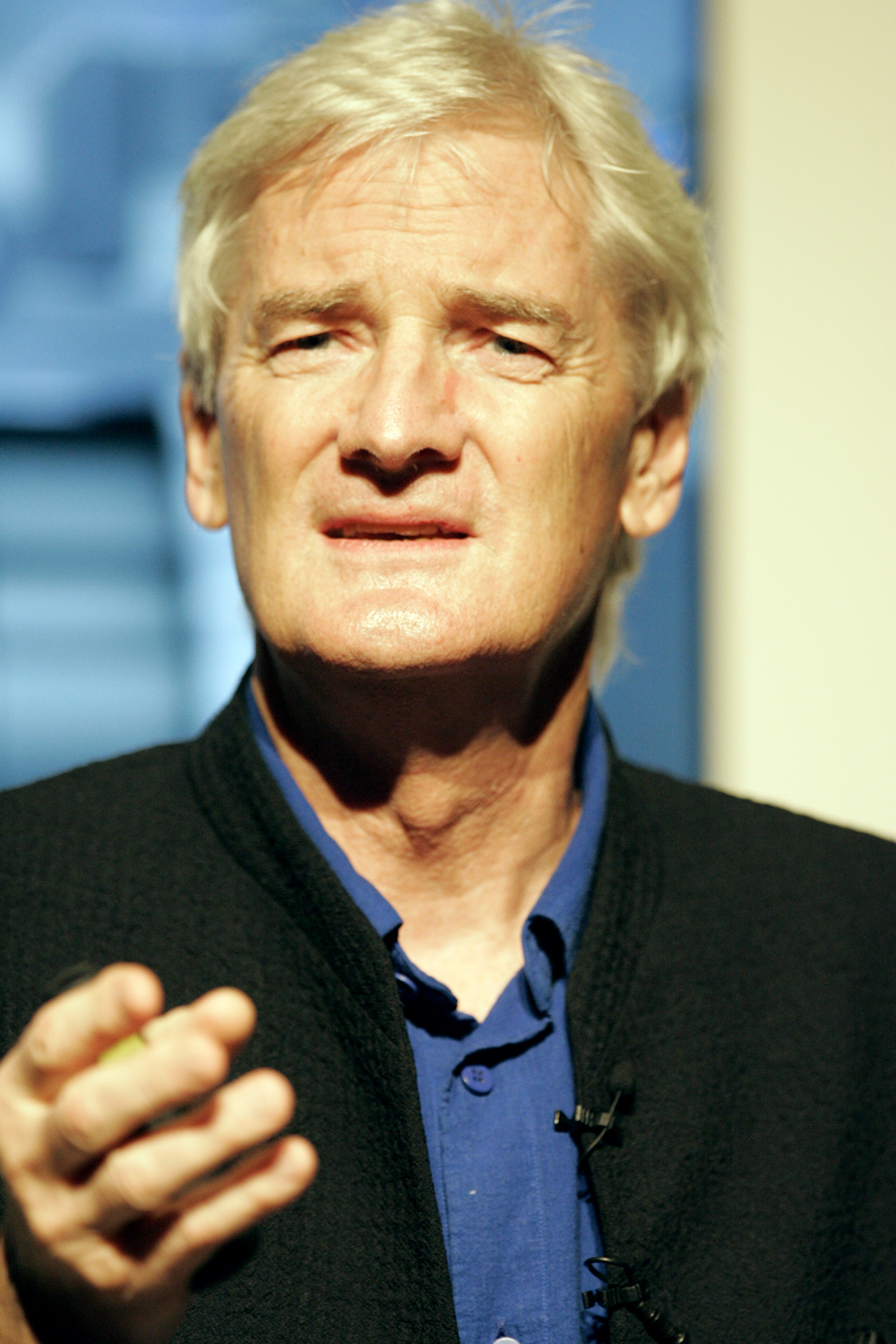
James Dyson (* 1947)

- Dyson, Jerome (* 1987), US-amerikanischer Basketballspieler
- Dyson, Joe (* 1990), US-amerikanischer Jazzmusiker (Schlagzeug)
- Dyson, John (* 1943), britischer Jurist, Master of the Rolls
- Dyson, Kevin (* 1975), US-amerikanischer American-Football-Spieler
- Dyson, Nick (* 1969), englischer Snookerspieler
- Dyson, Rob (* 1946), US-amerikanischer Autorennfahrer und Rennstallbesitzer
- Dyson, Ronnie (1950–1990), US-amerikanischer Popsänger
- Dyson, Roy (* 1948), US-amerikanischer Politiker
- Dyson, Simon (* 1977), englischer Golfer
- Dyson, Terry (* 1934), englischer Fußballspieler
- Dyson, Torkwase (* 1973), afro-amerikanische Künstlerin
- Dyson-Hudson, Rada (1930–2016), US-amerikanische Afrikanistin und Anthropologin
- Dyson-Smith, Rebecca (* 1993), britisch-deutsche Schauspielerin
- Dyster, Frederick Daniel (1810–1893), britischer Arzt und Naturforscher
- Dysthe, Sven Ivar (1931–2020), norwegischer Möbel- und Industriedesigner
- Dysthe, Trinelise (* 1933), norwegische Innenarchitektin und Journalistin

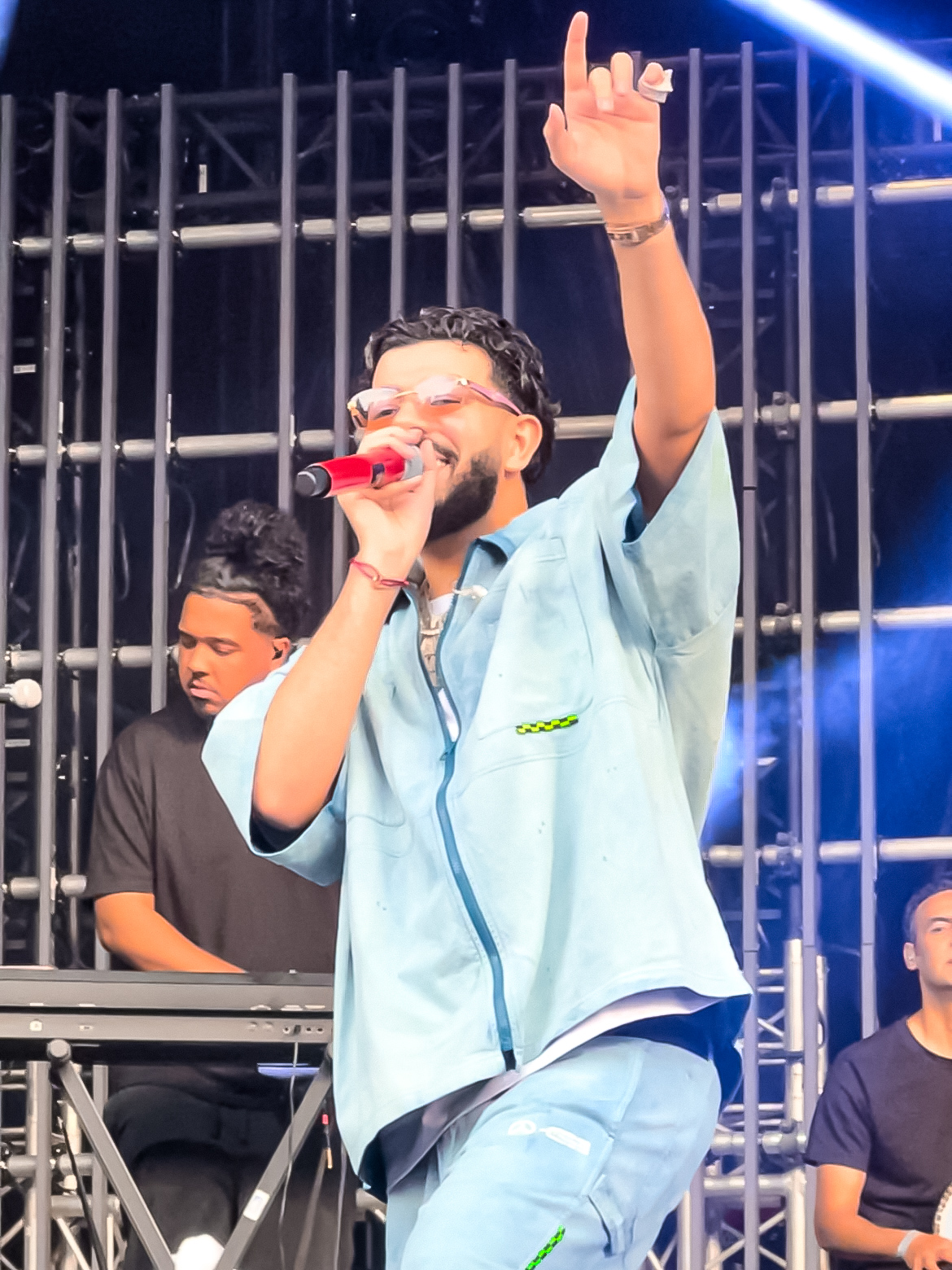
Dystinct (* 1998)

- Dystinct (* 1998), belgischer R&B-Sänger und RapperDystinct (* 1998)

### Dyt
- Dytkiewicz, Frank, deutscher Bankdrücker
- Dytko, Ewald (1914–1993), polnischer Fußballspieler
- Dytrt, Annette (* 1983), deutsche Eiskunstläuferin tschechischer Herkunft
- Dytrt, Veronika (* 1980), tschechisch-deutsche Eiskunstläuferin
- Dytschko, Iwan (* 1990), kasachischer Boxer

### Dyv
- Dyveke Sigbritsdatter († 1517), dänische Mätresse
- Dyvig, Ron, US-amerikanischer Amateurastronom
- Dyvik, Anna (* 1994), schwedische Skilangläuferin
- Dyvik, Karl-Johan (* 1993), schwedischer Skilangläufer
- Dyvrande-Thévenin, Agathe (1885–1977), französische Juristin

### Dyw
- Dywan, Henryk (1933–2022), deutscher Bildhauer
- Dywili, Tsotane (* 1992), südafrikanischer Skirennläufer